# Clement (Vorname)
Clement ist ein männlicher Vorname. Er ist eine Variante des Vornamens Clemens, die vor allem im englischen Sprachraum verbreitet ist. Eine Kurzform ist Clem. 
In der Schreibweise Clément ist er die französische Form von Clemens.

## Namensträger
Clement
- Clement Attlee (1883–1967), britischer Politiker der Labour Party. von 1945 bis 1951 Premierminister des Vereinigten Königreichs
- Clement Chukwu (* 1973), nigerianischer Leichtathlet
- Clement M. Doke (1893–1980), südafrikanischer Linguist
- Clement Freud (1924–2009), britischer Schriftsteller, Journalist, Fernsehmoderator, Politiker und Koch österreichischer Herkunft
- Clement Greenberg (1909–1994), US-amerikanischer Kunstkritiker und Essayist
- Clement van Hassel (1920–2003), belgischer Karambolagespieler
- Clement Imlin (* vor 1553; † 1585), deutscher Kaufmann, von 1575 bis 1585 Bürgermeister von Heilbronn
- Clement Meadmore (1929–2005), australisch-US-amerikanischer Bildhauer
- Clement Quartey (1938–2024), Boxer aus Ghana
- Clement Reid (1853–1916), britischer Paläobotaniker und Geologe
- Clement Smyth (1810–1865), irischer römisch-katholischer Ordensgeistlicher in den Vereinigten Staaten
- Clement Thottungal (1909–1991), indischer Ordensgeistlicher, syro-malabarischer Bischof von Sagar
- Clement von der Wisch (* um 1480; † 1545), Herr auf Hanerau und Klosterprobst zu Uetersen

Clément
- Clément-Jules Broutin (1851–1889), französischer Komponist
- Clément Grenier (* 1991), französischer Fußballspieler
- Clément Halet (* 1984), französischer Fußballspieler
- Clément Janequin (* um 1485; † 1558), französischer Komponist der Renaissance
- Clément Koretzky (* 1990), französischer Radrennfahrer
- Clément Loret (1833–1909), belgischer Organist, Komponist und Musikpädagoge
- Clément Marot (1496–1544), französischer Dichter
- Clément Moreau (1903–1988), Pseudonym für Carl Josef Meffert, deutscher Gebrauchsgrafiker und Künstler
- Clément Noël (* 1997), französischer Skirennläufer
- Clément Parisse (* 1993), französischer Skilangläufer
- Clément Pinault (1985–2009), französischer Fußballspieler
- Clément Rosset (1939–2018), französischer Philosoph

- Clément Turpin (* 1982), französischer Fußballschiedsrichter
- Clément Venturini (* 1993), französischer Radrennfahrer